# Список космических запусков СССР в 1971 году
Список космических запусков СССР в 1971 году
| Дата        | Ракета-носитель | Полезная нагрузка (тип)             | Космодром / Стартовый комплекс | SCD/NSSDC ID                          | Результат |
| ----------- | --------------- | ----------------------------------- | ------------------------------ | ------------------------------------- | --------- |
| 12 января   | Восход          | Космос-390 (Зенит-4М)               | Байконур Пл. 31                | 04845 / 1971-001A                     | Успех     |
| 14 января   | Космос-2        | Космос-391 (ДС-П1-И № 11)           | Плесецк 133/1                  | 04847 / 1971-002A                     | Успех     |
| 20 января   | Восток-2М       | Метеор-1-7 (Метеор)                 | Плесецк 41/1                   | 04849 / 1971-003A                     | Успех     |
| 21 января   | Восход          | Космос-392 (Зенит-2М)               | Байконур Пл. 31                | 04872 / 1971-004A                     | Успех     |
| 26 января   | Космос-2        | Космос-393 (ДС-П1-Ю № 34)           | Плесецк 133/1                  | 04884 / 1971-007A                     | Успех     |
| 9 февраля   | Космос-3М       | Космос-394 (ДС-П1-М № 2)            | Плесецк 132/1                  | 04922 / 1971-010A                     | Успех     |
| 17 февраля  | Космос-3М       | Космос-395 (Целина-О)               | Плесецк 132/1                  | 04955 / 1971-013A                     | Успех     |
| 18 февраля  | Восход          | Космос-396 (Зенит-4М)               | Плесецк 43/3                   | 04959 / 1971-014A                     | Успех     |
| 25 февраля  | Циклон-2        | Космос-397 (И2П)                    | Байконур 90/20                 | 04964 / 1971-015A                     | Успех     |
| 26 февраля  | Союз-Л          | Космос-398 (Т2К)                    | Байконур Пл. 31                | 04966 / 1971-016A                     | Успех     |
| 3 марта     | Восход          | Космос-399 (Зенит-4М)               | Байконур Пл. 31                | 05003 / 1971-017A                     | Успех     |
| 5 марта     | Космос-2        | ДС-П1-Ю № 39                        | Капустин Яр 86/4               |                                       | Неудача   |
| 5 марта     | Восход          | Зенит-2М                            | Плесецк 43/4                   |                                       | Неудача   |
| 18 марта    | Космос-3М       | Космос-400 (ДС-П1-М № 3)            | Плесецк 132/1                  | 05050 / 1971-020A                     | Успех     |
| 27 марта    | Восход          | Космос-401 (Зенит-4М)               | Плесецк 43/3                   | 05086 / 1971-023A                     | Успех     |
| 1 апреля    | Циклон-2        | Космос-402 (УС-А)                   | Байконур 90/19                 | 05105 / 1971-025A                     | Успех     |
| 2 апреля    | Восход          | Космос-403 (Зенит-2М)               | Плесецк 43/3                   | 05108 / 1971-026A                     | Успех     |
| 4 апреля    | Циклон-2        | Космос-404 (И2П)                    | Байконур 90/20                 | 05113 / 1971-027A                     | Успех     |
| 7 апреля    | Восток-2М       | Космос-405 (Целина-Д)               | Плесецк 43/4                   | 05117 / 1971-028A                     | Успех     |
| 14 апреля   | Восход          | Космос-406 (Зенит-4М)               | Плесецк 43/4                   | 05124 / 1971-029A                     | Успех     |
| 17 апреля   | Восток-2М       | Метеор-1-8 (Метеор)                 | Плесецк 43/4                   | 05134 / 1971-031A                     | Успех     |
| 19 апреля   | Протон-К        | Салют-1 (ДОС-1 17К)                 | Байконур 81/24                 | 05160 / 1971-032A                     | Успех     |
| 22 апреля   | Союз            | Союз-10 (Союз 7К-Т)                 | Байконур Пл. 1                 | 05172 / 1971-034A                     | Успех     |
| 23 апреля   | Космос-3М       | Космос-407 (Стрела-2)               | Плесецк 132/1                  | 05174 / 1971-035A                     | Успех     |
| 24 апреля   | Космос-2        | Космос-408 (ДС-П1-Ю № 37)           | Плесецк 133/1                  | 05177 / 1971-037A                     | Успех     |
| 28 апреля   | Космос-3М       | Космос-409 (Сфера)                  | Плесецк 132/1                  | 05180 / 1971-038A                     | Успех     |
| 6 мая       | Восход          | Космос-410 (Зенит-2М)               | Байконур Пл. 31                | 05207 / 1971-040A                     | Успех     |
| 7 мая       | Космос-3М       | Космос-411 — Космос-418 (Стрела-1М) | Плесецк 132/1                  | 05210 / 1971-041A — 05217 / 1971-041H | Успех     |
| 10 мая      | Протон-К/Блок Д | Космос-419 (3МС)                    | Байконур 81/23                 | 05221 / 1971-042A                     | Неудача   |
| 18 мая      | Восход          | Космос-420 (Зенит-4М)               | Байконур Пл. 31                | 05230 / 1971-043A                     | Успех     |
| 19 мая      | Космос-2        | Космос-421 (ДС-П1-Ю № 48)           | Плесецк 133/1                  | 05232 / 1971-044A                     | Успех     |
| 19 мая      | Протон-К/Блок Д | Марс-2                              | Байконур 81/24                 | 05234 / 1971-045A                     | Успех     |
| 22 мая      | Космос-3М       | Космос-422 (Циклон)                 | Плесецк 132/1                  | 05238 / 1971-046A                     | Успех     |
| 27 мая      | Космос-2        | Космос-423 (ДС-П1-Ю № 47)           | Плесецк 133/1                  | 05246 / 1971-047A                     | Успех     |
| 28 мая      | Восход          | Космос-424 (Зенит-4М)               | Плесецк 43/4                   | 05248 / 1971-048A                     | Успех     |
| 28 мая      | Протон-К/Блок Д | Марс-3                              | Байконур 81/23                 | 05252 / 1971-049A                     | Успех     |
| 29 мая      | Космос-3М       | Космос-425 (Целина-О)               | Плесецк 132/1                  | 05253 / 1971-050A                     | Успех     |
| 4 июня      | Космос-3М       | Космос-426 (ДС-У2-К № 1)            | Плесецк 132/2                  | 05281 / 1971-052A                     | Успех     |
| 6 июня      | Союз            | Союз-11 (Союз 7К-Т)                 | Байконур Пл. 1                 | 05283 / 1971-053A                     | Успех     |
| 11 июня     | Восход          | Космос-427 (Зенит-4MК)              | Плесецк 43/4                   | 05289 / 1971-055A                     | Успех     |
| 24 июня     | Восход          | Космос-428 (Зенит-2М)               | Байконур Пл. 31                | 05305 / 1971-057A                     | Успех     |
| 25 июня     | Восход          | Зенит-4М                            | Плесецк 43/3                   |                                       | Неудача   |
| 26 июня     | Н-1             | ЛК                                  | Байконур 110 Л                 |                                       | Неудача   |
| 16 июля     | Восток-2М       | Метеор-1-9 (Метеор-М)               | Плесецк 43/4                   | 05327 / 1971-059A                     | Успех     |
| 20 июля     | Восход          | Космос-429 (Зенит-4М)               | Байконур Пл. 31                | 05331 / 1971-061A                     | Успех     |
| 22 июля     | Космос-3М       | Целина-О                            | Плесецк 132/2                  |                                       | Неудача   |
| 22 июля     | Восход          | Космос-430 (Зенит-4М)               | Плесецк 43/3                   | 05340 / 1971-062A                     | Успех     |
| 28 июля     | Молния-М        | Молния-1-18 (Молния-1+)             | Плесецк 43/4                   | 05367 / 1971-064A                     | Успех     |
| 30 июля     | Восход          | Космос-431 (Зенит-2М)               | Байконур Пл. 31                | 05364 / 1971-065A                     | Успех     |
| 3 августа   | Космос-2        | ДС-П1-Ю № 33                        | Плесецк 133/1                  |                                       | Неудача   |
| 5 августа   | Восход          | Космос-432 (Зенит-4М)               | Байконур Пл. 31                | 05379 / 1971-066A                     | Успех     |
| 8 августа   | Р-36орб         | Космос-433 (ОСБ)                    | Байконур 191/66                | 05402 / 1971-068A                     | Успех     |
| 12 августа  | Союз-Л          | Космос-434 (Т2К)                    | Байконур Пл. 31                | 05407 / 1971-069A                     | Успех     |
| 19 августа  | Восход          | Зенит-4М                            | Байконур Пл. 31                |                                       | Неудача   |
| 27 августа  | Космос-2        | Космос-435 (ДС-П1-Ю) № 41           | Плесецк 133/1                  | 05441 / 1971-072A                     | Успех     |
| 2 сентября  | Протон-К/Блок Д | Луна-18                             | Байконур 81/24                 | 05448 / 1971-073A                     | Успех     |
| 7 сентября  | Космос-3М       | Космос-436 (Целина-О)               | Плесецк 132/1                  | 05461 / 1971-074A                     | Успех     |
| 10 сентября | Космос-3М       | Космос-437 (Целина-О)               | Плесецк 132/1                  | 05466 / 1971-075A                     | Успех     |
| 14 сентября | Восход          | Космос-438 (Зенит-4MК)              | Плесецк 43/3                   | 05475 / 1971-077A                     | Успех     |
| 21 сентября | Восход          | Космос-439 (Зенит-2М)               | Плесецк 43/3                   | 05478 / 1971-078A                     | Успех     |
| 24 сентября | Космос-2        | Космос-440 (ДС-П1-И) № 10           | Плесецк 133/1                  | 05480 / 1971-079A                     | Успех     |
| 28 сентября | Восход          | Космос-441 (Зенит-4М)               | Байконур Пл. 31                | 05486 / 1971-081A                     | Успех     |
| 28 сентября | Протон-К/Блок Д | Луна-19                             | Байконур 81/24                 | 05488 / 1971-082A                     | Успех     |
| 29 сентября | Восход          | Космос-442 (Зенит-4М)               | Плесецк 43/3                   | 05493 / 1971-084A                     | Успех     |
| 7 октября   | Восход          | Космос-443 (Зенит-2М)               | Плесецк 43/3                   | 05536 / 1971-085A                     | Успех     |
| 13 октября  | Космос-3М       | Космос-443 — Космос-451 (Стрела-1М) | Плесецк 132/2                  | 05547 / 1971-086A — 05554 / 1971-086H | Успех     |
| 14 октября  | Восход          | Космос-452 (Зенит-4М)               | Байконур Пл. 31                | 05558 / 1971-088A                     | Успех     |
| 19 октября  | Космос-2        | Космос-453 (ДС-П1-Ю № 44)           | Плесецк 133/1                  | 05563 / 1971-090A                     | Успех     |
| 2 ноября    | Восход          | Космос-454 (Зенит-4М)               | Плесецк 41/1                   | 05585 / 1971-094A                     | Успех     |
| 17 ноября   | Космос-2        | Космос-455 (ДС-П1-Ю № 54)           | Плесецк 133/1                  | 05608 / 1971-097A                     | Успех     |
| 19 ноября   | Восход          | Космос-456 (Зенит-4М)               | Плесецк 43/3                   | 05611 / 1971-098A                     | Успех     |
| 20 ноября   | Космос-3М       | Космос-457 (Сфера)                  | Плесецк 132/2                  | 05614 / 1971-099A                     | Успех     |
| 24 ноября   | Космос-2        | ДС-П1-И                             | Капустин Яр 86/4               |                                       | Неудача   |
| 24 ноября   | Молния-М        | Молния-2-01 (Молния-2)              | Плесецк 43/4                   | 05620 / 1971-100A                     | Успех     |
| 29 ноября   | Космос-2        | Космос-458 (ДС-П1-Ю № 53)           | Плесецк 133/1                  | 05623 / 1971-101A                     | Успех     |
| 29 ноября   | Космос-3М       | Космос-459 (ДС-П1-М № 5)            | Плесецк 132/1                  | 05625 / 1971-102A                     | Успех     |
| 30 ноября   | Космос-3М       | Космос-460 (Целина-О)               | Плесецк 132/2                  | 05628 / 1971-103A                     | Успех     |
| 2 декабря   | Космос-2        | Интеркосмос-5 (ДС-У2-ИК № 2)        | Капустин Яр 86/4               | 05641 / 1971-104A                     | Успех     |
| 2 декабря   | Космос-3М       | Космос-461 (ДС-У2-МТ № 1)           | Плесецк 132/1                  | 05643 / 1971-105A                     | Успех     |
| 3 декабря   | Восход          | Зенит-2М                            | Плесецк 43/4                   |                                       | Неудача   |
| 3 декабря   | Циклон-2        | Космос-462 (И2П)                    | Байконур 90/20                 | 05646 / 1971-106A                     | Успех     |
| 6 декабря   | Восход          | Космос-463 (Зенит-4М)               | Байконур Пл. 31                | 05661 / 1971-107A                     | Успех     |
| 10 декабря  | Восход          | Космос-464 (Зенит-4М)               | Плесецк 43/3                   | 05670 / 1971-108A                     | Успех     |
| 15 декабря  | Космос-3М       | Космос-465 (Циклон)                 | Плесецк 132/2                  | 05683 / 1971-111A                     | Успех     |
| 16 декабря  | Восход          | Космос-466 (Зенит-4М)               | Байконур Пл. 31                | 05687 / 1971-112A                     | Успех     |
| 17 декабря  | Космос-2        | Космос-467 (ДС-П1-Ю № 45)           | Плесецк 133/1                  | 05704 / 1971-113A                     | Успех     |
| 17 декабря  | Космос-3М       | Космос-468 (Стрела-2)               | Плесецк 132/2                  | 05705 / 1971-114A                     | Успех     |
| 19 декабря  | Молния-М        | Молния-1-19 (Молния-1+)             | Плесецк 41/1                   | 05712 / 1971-115A                     | Успех     |
| 25 декабря  | Циклон-2        | Космос-469 (УС-А)                   | Байконур 90/19                 | 05721 / 1971-117A                     | Успех     |
| 27 декабря  | Союз-М          | Космос-470 (Зенит-4МТ)              | Плесецк 43/4                   | 05727 / 1971-118A                     | Успех     |
| 27 декабря  | Космос-3М       | Aureole-1 (ДС-У2-ГКА № 1)           | Плесецк 132/2                  | 05729 / 1971-119A                     | Успех     |
| 29 декабря  | Восток-2М       | Метеор-1-10 (Метеор-МВ)             | Плесецк 41/1                   | 05731 / 1971-120A                     | Успех     |

## Статистика
Количество запусков: 92
Успешных запусков: 82
| Ракета-носитель | Число стартов | Неудачи | Примечания |
| --------------- | ------------- | ------- | ---------- |
| Восход          | 31            | 4       |            |
| Космос-2        | 15            | 3       |            |
| Космос-3М       | 20            | 1       |            |
| Восток-2M       | 5             | 0       |            |
| Циклон-2        | 5             | 0       |            |
| Союз            | 5             | 0       |            |
| Протон-K        | 6             | 1       |            |
| Молния-M        | 3             | 0       |            |
| Р-36орб         | 1             | 0       |            |
| Н-1             | 1             | 1       |            |

| Космодром   | Число стартов | Неудачи | Примечания |
| ----------- | ------------- | ------- | ---------- |
| Байконур    | 31            | 3       |            |
| Плесецк     | 58            | 5       |            |
| Капустин Яр | 3             | 2       |            |

## Прочие события
| Дата        | Событие |
| ----------- | --- |
| 10 февраля  | Председатель Президиума Верховного Совета СССР Николай Викторович Подгорный направил телеграмму президенту США Ричарду Никсону в связи с успешным завершением полёта космического корабля «Apollo-14» и благополучным возвращением на Землю американских космонавтов. |
| 12 апреля   | В Москве в Кремлёвском Дворце съездов состоялось торжественное собрание, посвящённое 10-летию со дня запуска корабля «Восток», пилотируемого Ю.Гагариным, и Дню космонавтики. |
| 24 апреля   | Осуществлена стыковка космического корабля «Союз-10» и орбитальной станции «Салют-1». Сближение корабля и станции происходило в автоматическом режиме, а саму стыковку космонавты осуществили в ручном режиме. Впервые в мире осуществлена стыковка космических объектов с существенным различными массами. Стыковка космических аппаратов прошла нормально, однако вскоре после этого была потеряна ориентация комплекса на Солнце. Началось вращение комплекса, что сделало невозможным переход космонавтов на борт станции и их работу на ней. В этих условиях было принято решение расстыковать космические аппараты и возвратить корабль с космонавтами на Землю. В состыкованном состоянии корабль и станция совершали полёт в течение 5 часов 30 минут. После расстыковки ориентация на Солнце станции была восстановлена. Космонавты осуществили облёт и фотографирование станции. |
| 24 апреля   | 23:40. В 120 километрах северо-западнее города Караганда совершил мягкую посадку спускаемый аппарат космического корабля «Союз-10». На Землю возвратились космонавты Владимир Александрович Шаталов, Алексей Станиславович Елисеев и Николай Николаевич Рукавишников. Продолжительность полёта космонавтов составила 1 сутки 23 часа 45 минут 54 секунды. |
| 27 апреля   | Опубликовано приветствие ЦК КПСС, Президиума Верховного Совета СССР и Совета Министров СССР в связи с завершением орбитального полёта пилотируемого космического корабля «Союз-10». |
| 30 апреля   | Президиум Верховного Совета СССР принял указы о присвоении звания «Летчик- космонавт СССР» и звания Герой Советского Союза Николаю Николаевичу Рукавишникову. |
| 28 мая      | Президиум АН СССР присудил золотую медаль имени К. Э. Циолковского лётчику-космонавту СССР Николаю Николаевичу Рукавишникову за успешное осуществление орбитального полёта на космическом корабле «Союз-10». |
| 1 июня      | В связи с заболеванием космонавта Валерия Кубасова произведена замена основного экипажа космического корабля «Союз-11». Вместо запланированных к полёту Алексея Архиповича Леонова, Валерия Николаевича Кубасова и Петра Ивановича Колодина на борт станции решено отправить экипаж в составе: Георгий Тимофеевич Добровольский, Владислав Николаевич Волков и Виктор Иванович Пацаев. |
| 4 июня      | Правительство СССР предложило рассмотреть на 26-й сессии Генеральной ассамблеи ООН вопрос «О разработке международного договора о Луне» и представило проект такого договора |
| 7 июня      | Осуществлена стыковка космического корабля «Союз-11» и орбитальной космической станции «Салют-1». Космонавты перешли на борт станции и приступили к выполнению программы полёта. Таким образом на земной орбите начала функционировать первая в мире обитаемая орбитальная космическая станция. |
| 25 июня     | В Москве на 63-м году жизни скончался советский конструктор, специалист в области авиационных и ракетных двигателей Алексей Михайлович Исаев. |
| 26 июня     | 23:15:08. Космодром Байконур, стартовый комплекс 110Л. Пуск ракеты-носителя «Н-1»(«11А52»), которая должна была вывести на околоземную орбиту лунный космический корабль «ЛК» . После отрыва от стартового стола было потеряно управление по крену. РН была подорвана на 51-й секунде полёта, когда угол поворота достиг 200 градусов. |
| 29 июня     | На территории СССР совершил мягкую посадку спускаемый аппарат космического корабля «Союз-11». Группа спасателей, высадившаяся рядом с кораблём, обнаружила экипаж на своих рабочих местах без признаков жизни. Расследование установило, что на большой высоте произошла быстрая разгерметизация корабля, что явилось причиной гибели космонавтов. Погибли космонавты Георгий Тимофеевич Добровольский, Владислав Николаевич Волков и Виктор Иванович Пацаев. |
| 30 июня     | Президиум Верховного Совета СССР принял указы о присвоении звания Героя Советского Союза лётчикам-космонавтам Георгию Тимофеевичу Добровольскому и Виктору Ивановичу Пацаеву (посмертно). |
| 30 июня     | Президиум Верховного Совета СССР принял указ о награждении Героя Советского Союза лётчика-космонавта СССР Владислава Николаевича Волкова второй медалью «Золотая Звезда» (посмертно). |
| 1 июля      | Опубликовано извещение ЦК КПСС, Президиума Верховного Совета СССР и Совета Министров СССР о гибели при возвращении на Землю на корабле «Союз-11» космонавтов Георгия Тимофеевича Добровольского, Владислава Николаевича Волкова и Виктора Ивановича Пацаева. |
| 2 июля      | В Москве на Красной площади состоялись похороны космонавтов Георгия Тимофеевича Добровольского, Владислава Николаевича Волкова и Виктора Ивановича Пацаева. |
| 15 июля     | Совет Министров СССР принял постановление об увековечении памяти лётчиков-космонавтов СССР Героя Советского Союза Георгия Тимофеевича Добровольского, дважды Героя Советского Союза Владислава Николаевича Волкова и Героя Советского Союза Виктора Ивановича Пацаева. |
| 17 июля     | Опубликовано сообщение о приёме государственной комиссией самого большого научного корабля в мире — «Космонавт Юрий Гагарин», построенного на Балтийском заводе в Ленинграде. |
| 3 августа   | В Москве на 57-м году жизни скончался советский конструктор в области ракетно- космической техники Георгий Николаевич Бабакин. Под его руководством были созданы многие советские межпланетные станции. |
| 8 августа   | Председатель Президиума Верховного Совета СССР Николай Викторович Подгорный направил телеграмму президенту США Ричарду Никсону по поводу успешного завершения полёта на Луну космического корабля «Apollo- 15». |
| 20 августа  | С космодрома Капустин Яр в рамках программы «Интеркосмос» осуществлён запуск геофизической ракеты «Вертикаль-2». Ракета предназначена для продолжения комплексных исследований ультрафиолетового и рентгеновского излучений Солнца, параметров ионосферы и метеорных частиц. Головная часть ракеты состояла из спасаемого контейнера и приборного отсека. В спасаемом контейнере размещалась аппаратура изготовленная в СССР, ГДР, Польше, Венгрии и Чехословакии. Ракета доставила аппаратуру на высоту 463 километра. На нисходящем участке на высоте 90 километров было произведено отделение спасаемого контейнера, который приземлился с помощью парашютной системы. |
| 4 сентября  | Осуществлена коррекция траектории полёта советской автоматической межпланетной станции «Луна-18». |
| 6 сентября  | Осуществлена коррекция траектории полёта советской автоматической межпланетной станции «Луна-18». |
| 7 сентября  | Советская автоматическая межпланетная станция «Луна-18» выведена на орбиту вокруг Луны. Параметры орбиты станции составляют: наклонение орбиты к плоскости лунного экватора — 35 градусов; период обращения вокруг Луны — 119 минут; высота над поверхностью Луны — 100 километров. |
| 11 сентября | Предпринята попытка посадки Советской автоматической межпланетной станции «Луна-18» на поверхность Луны. Посадку предполагалось провести в сложных условиях гористой местности в Море Изобилия в точке с координатами 3 градуса 34 минуты северной широты и 56 градусов 30 минут восточной долготы. Попытка не удалась, и станция упала на поверхность Луны. |
| 29 сентября | Осуществлена коррекция траектории полёта советской автоматической межпланетной станции «Луна-19». |
| 1 октября   | Осуществлена коррекция траектории полёта советской автоматической межпланетной станции «Луна-19». |
| 3 октября   | Советская автоматическая межпланетная станция «Луна-19» выведена на орбиту вокруг Луны. Параметры орбиты станции составляют: наклонение орбиты к плоскости лунного экватора — 40 градусов 35 минут; период обращения — 121,75 минут; высота над поверхностью Луны — 140 километров. |
| 4 октября   | Закончилось выполнение программы научных и научно-технических исследований, проведённых с помощью первого в мире лунного автоматического самоходного корабля «Луноход-1», начатых 17 ноября 1970 года. |
| 5 октября   | В Ереване завершил работу Четвёртый международный симпозиум «Человек в космосе», посвящённый 10-летию полёта в космос Юрия Гагарина. Были обсуждены актуальные проблемы жизни и деятельности человека в космическом пространстве. Участвовало 150 учёных из 14 стран, а также космонавты Андриан Григорьевич НИКОЛАЕВ и Владимир Александрович ШАТАЛОВ. |
| 11 октября  | Прекратила существование, войдя в плотные слои атмосферы, космическая станция «Салют-1». Обломки станции достигли поверхности Земли, не причинив никакого вреда |
| 25 октября  | В возрасте 60 лет скончался советский конструктор в области ракетно-космической техники, руководитель НПО «Южмаш» Михаил Кузьмич Янгель. |
| 4 ноября    | Комитет по делам изобретений и открытий при Совете Министров СССР зарегистрировал открытие «Явление вертикально-лучевой структуры дневного излучения верхней атмосферы Земли». Авторами открытия признаны лётчики-космонавты СССР Г. Т. Береговой, А. Г. Николаев, В. И. Севастьянов, Е. В. Хрунов, сотрудники Ленинградского государственного университета А. А. Бузников, К. Я..Кондратьев, сотрудники Государственного оптического института А. И. Лазарев, М. М. Мирошников и сотрудник Ленинградского гидрометеорологического института О. И. Смоктий. Это явление было обнаружено во время полётов космических кораблей «Союз-3», «Союз-5» и «Союз-9». |
| 5 ноября    | Опубликовано сообщение о проведённом в Советском Союзе крупномасштабном научном эксперименте по исследованию влияния мощной солнечной вспышки, вызвавшей магнитную бурю, на атмосферу Земли. |
| 15 ноября   | В Москве подписано соглашение о создании международной системы и организации космической связи «Интерспутник». Соглашение подписали представители Болгарии, Венгрии, ГДР, Кубы, Монголии, Польши, Румынии, СССР и Чехословакии. |
| 27 ноября   | Спускаемый аппарат автоматической межпланетной станции «Марс-2» достиг поверхности Марса. Программа полёта предусматривала мягкую посадку спускаемого аппарата на поверхность Марса. Однако не удалось затормозить аппарат и он на большой скорости врезался в поверхность. |
| 27 ноября   | В 20:19 UTC советская автоматическая межпланетная станция «Марс-2» выведена на орбиту вокруг Марса. |
| 29 ноября   | XXVI сессия Генеральной ассамблеи ООН единогласно одобрила предложение делегации СССР поручить Комитету ООН по мирному использованию космического пространства рассмотреть проект Договора о Луне в качестве первоочередного вопроса и доложить своё заключение 27-й сессии Генеральной ассамблеи ООН. |
| 29 ноября   | XXVI сессия Генеральной ассамблеи ООН одобрила подготовленный Комитетом ООН по мирному использованию космического пространства проект конвенции об ответственности за ущерб, причинённый объектами, запускаемыми в космическое пространство, и призвала открыть эту конвенцию для подписания и ратификации. За голосовали 93 делегации, делегаты 34 стран, включая Китай, отсутствовали, а Иран, Канада, Швеция и Япония при голосовании воздержались. |
| 2 декабря   | Советская автоматическая межпланетная станция «Марс-3» выведена на орбиту вокруг Марса. |
| 2 декабря   | 13:47 спускаемый аппарат автоматической межпланетной станции «Марс-3» (05667 / 1971-049E) совершил мягкую посадку на поверхность Марса. Точка посадки спускаемого аппарата расположена в южном полушарии Марса между областями Электрикс и Фаэтонис в районе с координатами 45 градусов южной широты и 158 градусов западной долготы. Через 1,5 минуты после посадки станция была приведена в рабочее состояние и начала передавать на Землю видеосигнал. Принятые с поверхности Марса видеосигналы были непродолжительными (около 20 секунд) и резко прекратились. |
| 16 декабря  | Опубликовано приветствие ЦК КПСС, Президиума Верховного Совета СССР и Совета Министров СССР в связи с созданием, запуском и управлением полётом двух автоматических станций «Марс-2» и «Марс-3» и обеспечением мягкой посадки спускаемого аппарата на поверхность Марса. |